# Kokiborou
Kokiborou ist ein Arrondissement im Departement Alibori in Benin. Es ist eine Verwaltungseinheit, die der Gerichtsbarkeit der Gemeinde Banikoara untersteht. Gemäß der Volkszählung von 2002 hatte Kokiborou 3.790 Einwohner, davon waren 1.840 männlich und 1.950 weiblich.